# Акименко Владислав Іванович
Акименко Владислав Іванович (нар. 5 березня 1953, Київ) — радянський яхтсмен, срібний призер Олімпійських ігор, перший в історії СРСР чемпіон світу з вітрильного спорту, Заслужений майстер спорту.
На чемпіонаті світу 1973 року, Неаполь, Валентин Манкін і Владислав Акименко, виступаючи в класі «Темпест», стали першими в історії СРСР чемпіонами світу з вітрильного спорту.
На Олімпійських іграх 1976 року Акименко разом з Валентином Манкіним виграв срібну медаль у класі «Темпест».